# نادي إتحاد غريان
نادي اتحاد غريان هو نادٍ رياضي ثقافي اجتماعي ليبي، تأسس سنة 1954 بمدينة غريان في منطقة الجبل الغربي. يُعد من أعرق الأندية الرياضية في ليبيا، ويمثل مدينة غريان في مختلف المنافسات المحلية. ينافس حالياً في الدوري الليبي الدرجة الاولى، وسبق له المشاركة في الدوري الليبي الممتاز خلال مواسم سابقة.

## التاريخ
تأسس النادي في خمسينيات القرن الماضي، وكان من أوائل الأندية التي نشطت في الجبل الغربي. لعب أدواراً بارزة على المستوى المحلي والوطني، وشارك في عدة بطولات ضمن منظومة الاتحاد الليبي لكرة القدم.

## الملعب
يخوض الفريق مبارياته على ملعب غريان البلدي، وهو ملعب متعدد الاستخدامات يقع في وسط مدينة غريان، ويحتضن مباريات الفريق الرسمية والودية.

## أبرز المشاركات
- شارك في الدوري الليبي الممتاز خلال عدة مواسم سابقة.
- شارك في كأس ليبيا وبلغ أدواراً متقدمة في بعض النسخ.

## الهوية والشعار
يحمل شعار نادي اتحاد غريان اللونين الاحمر والأبيض، ويتوسطه اسم النادي وسنة التأسيس. يعكس الشعار الهوية الرياضية والاجتماعية للنادي داخل المدينة وخارجها.